# Чалов, Николай Владимирович
Николай Владимирович Ча́лов (3 [16] мая 1909, Опальнево, Ярославская губерния — 1993) — советский лесохимик.

## Биография
Родился 3 (16 мая) 1909 года в деревне Опальнево (ныне в Борисоглебском районе Ярославской области).
Кандидат технических наук (1938).
С 1941 года заместитель директора, в 1942–1951 годах директор Всесоюзного научно-исследовательского института гидролизной и сульфитно-спиртовой промышленности (НИИГС, ВНИИИГП, Ленинград).
Последняя публикация датирована 1988 годом.

## Награды и премии
- Сталинская премия третьей степени (1947) — за разработку и внедрение нового метода получения уксусной кислоты из древесного генераторного газа

## Сочинения
- Утилизация побочных продуктов газификации древесины [Текст] / Н. В. Чалов, канд. тех. наук. - Москва : Гослестехиздат, 1940. - 48 с. : черт.; 20 см.
- Химико-технический контроль и учет гидролизно-дрожжевого производства малой мощности [Текст] / Н. В. Чалов, канд. техн. наук ; Главное упр. гидролизной пром-ти при СНК СССР. Всесоюзный научно-исслед. ин-т гидролизной и сульфитно-спиртовой пром-сти. - Свердловск ; Ленинград : [б. и.], 1944. - 82, 4 с. : ил.
- Чалов Н.В., Козлова Л .Н ., Лещ ук А .Е . Кинетика гидролиза полисахаридов целлолигнина сосны 0,25— 2,3 % -ной серной кислотой при модуле 2 и температуре 200 ° С // Хим ия древесины. — 1982. — № 2. — С. 97— 103.